# 比祖 (上比利牛斯省)
比祖（法語：Bizous）是法国上比利牛斯省的一个市镇，属于巴涅雷德比戈尔区（Bagnères-de-Bigorre）圣洛朗德内斯特县（Saint-Laurent-de-Neste）。该市镇总面积3.18平方公里，2009年时的人口为105人。

## 人口
比祖人口变化图示